# 키스캠

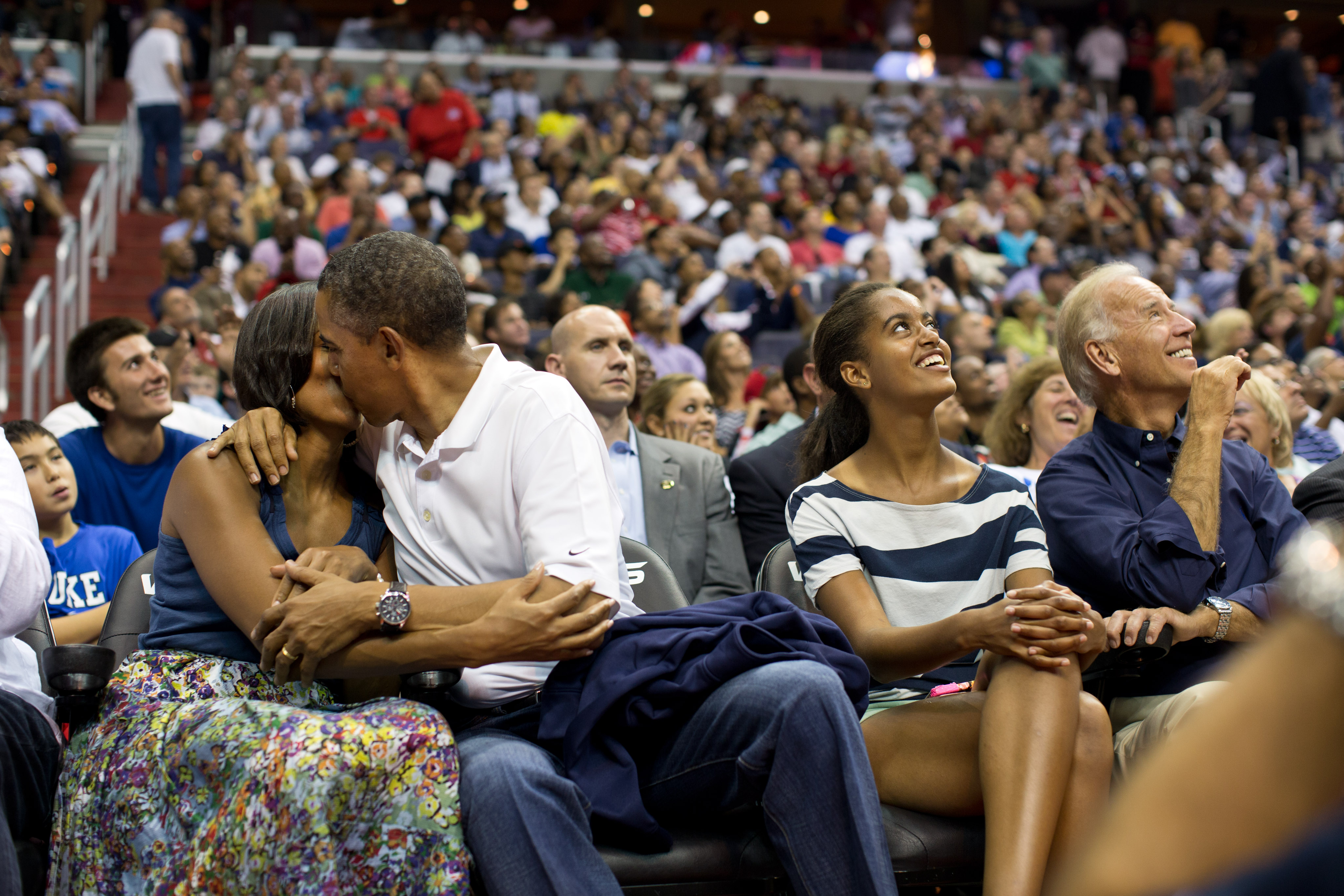
키스캠에 잡힌 버락 오바마와 미셸 오바마

키스캠(영어: Kiss cam)은 야구, 농구 등의 스포츠에서 경기 중간에 랜덤으로 관객 커플에게 카메라를 잡히면 키스를 해야하는 일종의 게임이다. 대한민국에서는 키스타임이라고 칭하나, 공식 명칭은 없다.